# 于滕多夫
于滕多夫（法語：Huttendorf，法語發音：[ytəndɔʁf]）是法国下莱茵省的一个市镇，属于阿格诺-维桑堡区。 

## 地理
于滕多夫（48°48'3"N, 7°38'24"E）面积4.4 平方千米，位于法国大東部大區下莱茵省，该省份为法国大陆部分最东部的省份，是阿尔萨斯的一部分，今与上莱茵省组成了阿尔萨斯欧洲集体，其南至上莱茵省，西南接孚日省和默尔特-摩泽尔省，西接摩泽尔省，北与德国接壤。
与于滕多夫接壤的市镇（或旧市镇、城区）包括：阿尔泰肯多夫、道恩多夫、格拉森多夫、曼韦尔桑、莫什维莱尔、奥隆根、于尔维莱、维泰尔桑。
于滕多夫的时区为UTC+01:00、UTC+02:00（夏令时）。

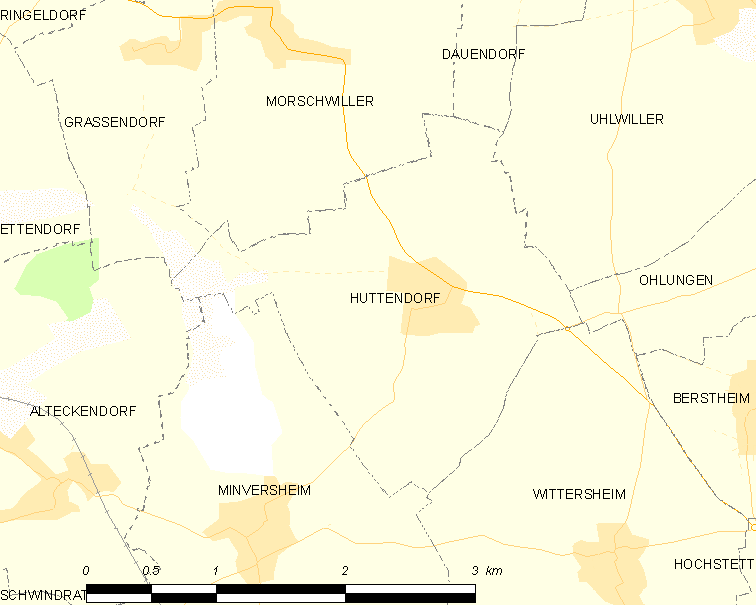
于滕多夫的OSM定位图

## 行政
于滕多夫的邮政编码为67270，INSEE市镇编码为67215。

## 政治
于滕多夫所属的省级选区为阿格诺县。

## 人口

1962-2008年间于滕多夫人口变化图示

于滕多夫于2022年1月1日时的人口数量为491人。